# Christian Democratic Voice Party
Die Christian Democratic Voice Party (CDV, zu deutsch etwa Partei der christlich-demokratischen Stimme) ist eine politische Partei in Namibia. Die Partei wurde 2000 (andere Quellen sprechen von 2012) auf Grundlage evangelikal-christlicher Werte gegründet und am 24. März 2013 von der namibischen Wahlkommission anerkannt.
Im Juni 2024 wurde ihr die Zulassung entzogen, vier Monate später wurde sie wieder zugelassen.

## Geschichte
Die CDV nahm 2014 erstmals an der Parlamentswahl in Namibia teil. Sie stellte jedoch keinen eigenen Kandidaten für die Präsidentschaftswahl 2014 auf.
Der Autor der Namibian Sun, Faith Sankwasa, ging 2014 davon aus, dass die Gründung der Partei zu einer weiteren Zersplitterung der Parteienlandschaft und einer Schwächung der Opposition in Namibia führen wird.

## Programm und Hintergrund
Der Vorsitzende der Partei, Festus Thomas, forderte, dass Namibia als „Christlicher Staat“ deklariert wird. Die Partei bezeichnet sich als einzige Pro-Life-Partei Namibias und fügt hinzu, dass „Spirituelle Führer“ im Parlament benötigt würden, um die Balance of Power in Namibia zu wahren. Außenpolitisch sollen die Bindungen zu Europa verstärkt werden. Die Partei strebt Verbesserungen im Bildungs- und Gesundheitssektor an und die Eigentümerschaft an Großfirmen soll dezentralisiert werden.
Die Partei ist eine Interessensvertretung evangelikaler Pfingstsekten und Charismatiker, welche in Namibia derzeit einen Mitgliederboom erleben. Vielen dieser Sekten wird vorgeworfen, die Leichtgläubigkeit ihrer Mitglieder auszunutzen, so wird den Mitgliedern unter anderem Wohlstand versprochen und Personen der „Hexerei“ beschuldigt. CCN-Generalsekretär Ludwig Beuken forderte, dass die Regierung diese Gruppen stärker kontrollieren soll, um die Ausbeutung der namibischen Bevölkerung durch christliche Sekten stärker zu unterbinden. Festus Thomas lehnt diesen Vorschlag ab und fordert, dass den evangelikalen Bewegungen Zeit gegeben werden solle, um sich selbst zu regulieren.

## Wahlergebnisse

### Parlament
| Parlamentswahl | Stimmenanteile | Sitze |
| -------------- | -------------- | ----- |
| 2024           | 0,13 % ▼       | 0/96  |
| 2019           | 0,71 % ▲       | 1/96  |
| 2014           | 0,29 %         | 0/96  |

### Kommunen
| Kommunalwahl | Sitze |
| ------------ | ----- |
| 2020         |       |
| 2015         | 0/374 |